# Carabodes dissimilis
Carabodes dissimilis är en kvalsterart som beskrevs av Bernini 1976. Carabodes dissimilis ingår i släktet Carabodes och familjen Carabodidae. Inga underarter finns listade.